# Бродска регимента
Бродска регимента или Бродски пук била је војно-територијална јединица Војне крајине у Хабзбуршкој монархији. Постојала је од 1747. до 1873. године. Назив је добила по Славонском Броду. До 1850. године налазила се у саставу нове Славонске војне крајине, а потом је припадала обједињеној Хрватско-славонској војној крајини. Развојачена је 1873. године и трансформисана у Бродско окружје.
Становништво Бродске регименте чинили су већином Хрвати и Шокци, а мањим делом и православни Срби.

## Историја
Током прве половине 18. века, крајишке капетаније у доњој Славонији биле су у саставу Посавске војне крајине, која је накнадно укључена у састав нове Славонске војне крајине. Бродски пук је основан 1747. године, након реорганизације дотадашњих крајишких капетанија на подручју славонске Посавине.
Током 1873. године извршено је развојачење свих регименти у саставу Хрватско-славонске војне крајине, али те области нису одмах прикључене Краљевини Хрватској и Славонији, већ су добиле посебну земаљску управу, која се делила на шест крајишких окружја, међу којима је био и новостворено Бродско окружје, које је образовано на подручју укунуте Бродске регименте. Тек 1881. године, сва крајишка окружја прикључена су Краљевини Хрватској и Славонији, која је тиме добила границу на рекама Уни и Сави. У оквирима проширене Краљевине, прикључена окружја наставила су да постоје до 1886. годинне, када је жупанијско уређење протегнуто и на те просторе, чиме је окончан процес интеграције некадашњих крајишких области.